# The Altar of Death
The Altar of Death est un film muet américain réalisé par Thomas H. Ince et C. Gardner Sullivan, sorti en 1912.

## Synopsis
Une jeune squaw est amoureuse d'un lieutenant de l'armée. Elle ira jusqu'au sacrifice suprême pour sauver le fort menacé...

## Fiche technique
- Réalisation : Thomas H. Ince, C. Gardner Sullivan
- Scénario : Thomas H. Ince, C. Gardner Sullivan
- Production : Thomas H. Ince
- Durée : 20 minutes
- Date de sortie :  États-Unis : 15 novembre 1912

## Distribution
- Harold Lockwood : Lieutenant Hart
- Ann Little : Bright Star
- Francis Ford